# Bärebergs distrikt
Bärebergs distrikt är ett distrikt i Essunga kommun och Västra Götalands län. 
Distriktet ligger i och norr om Nossebro. 

## Tidigare administrativ tillhörighet
Distriktet inrättades 2016 och utgörs av socknen Bäreberg i Essunga kommun
Området motsvarar den omfattning Bärebergs församling hade vid årsskiftet 1999/2000.